# TT-Line
La TT-Line è una compagnia di navigazione tedesca, attiva nel trasporto di merci e passeggeri tra Germania e Svezia.

## Flotta
| Tipo   | Traghetto        | Anno di costruzione | Lunghezza (m) | Stazza T.S.L. | Passeggeri | Auto / m.l.      | Velocità in Nodi | Note                                |
| ------ | ---------------- | ------------------- | ------------- | ------------- | ---------- | ---------------- | ---------------- | ----------------------------------- |
| Ro-Pax | Peter Pan        | 2022                | 229,4         | 56.138        | 800        | 920 auto / 4.600 | 21               |                                     |
| Ro-Pax | Nils Holgersson  | 2022                | 229,4         | 56.138        | 800        | 920 auto / 4.600 | 21               |                                     |
| Ro-Pax | Akka             | 2001                | 190           | 36.468        | 744        | 300 / 2.640      | 22               | In noleggio a Superfast Ferries     |
| Ro-Pax | Tinker Bell      | 2001                | 219,95        | 44.245        | 744        | 300 / 3.670      | 22               | Nel 2018, è stato allungato di 30 m |
| Ro-Pax | Robin Hood       | 1995                | 179           | 26.800        | 300        | 300 / 2.400      | 19,5             |                                     |
| Ro-Pax | Nils Dacke       | 1995                | 179           | 26.800        | 300        | 300 / 2.400      | 19,5             |                                     |
| Ro-Pax | Marco Polo       | 1993                | 150,43        | 14.398        | 50         | 300 / 1.780      | 19               |                                     |
| Ro-Pax | Tom Sawyer       | 1989                | 177           | 26.500        | 328        | 535 / 2.200      | 18,5             |                                     |
| Ro-Pax | Huckleberry Finn | 1988                | 177           | 26.500        | 328        | 535 / 2.200      | 18,5             |                                     |

## Rotte

Rotte TT-Line

- Trelleborg ↔ Rostock
- Trelleborg ↔ Travemünde